# Markus Rydberg
Markus Erik Rydberg, född den 18 maj 1990 i Varberg, är en svensk vindsurfare och även den högst rankade vindsurfaren i Sverige.

## Karriär
Rydberg spelade både ishockey och vindsurfade när han var yngre. Han valde sedan att satsa på vindsurfing. Han är för närvarande rankad 38 i världen.[när?]

## Meriter
- Windsurfing:
- 2007: Swedish Junior Wave Champion
- 2009: 4th place Swedish Wave Championships
- 2011: 13th place BWA Cornwall, Pro's division
- 2012: 9th place Red Bull Soulwave, Klitmöller. 1st place PS Windsurf Open Wave Cup.
- 25th place Kia Cold Hawaii Pwa World Cup[när?]

SUP:
- 2012: 3rd place cruiser race and 5th place sprint, Surfers Day.
- 17th place Red Bull Soulwave, Klitmöller.